# Người cô đơn (phim 1972)
Người cô đơn là một bộ phim tâm lý, có phần lãng mạn của đạo diễn Hoàng Thi Thơ, ra mắt năm 1972.

## Nội dung
Truyện phim là cuộc đời của một nhạc sĩ tài hoa bị thất thế do thời cuộc, nhiều phen lận đận cho đến chết.

## Diễn xuất
Thanh Nga, Vân Hùng, Túy Hoa, Ngọc Đức, Thảo Sương, Huy Khanh, Minh Ngọc, Hoàng Long, Kim Ngọc, Ngọc Trai, Bà Bảy Ngọc, Chú Lùn, Bé Tâm, Bé Châu, Mỹ Hà, Mỹ Dung, Ngọc Tuyết, Duy Chúc, Hồng Oanh, Minh Tâm, Viễn Phương, Minh Phương, Phát Giàu, Năm Phới.
Cùng các tài tử ngoại quốc Mỹ, Nhật, Philippines. Với sự tham gia của 2 ban nhạc CBC Bích Loan, Maxim Ngọc Hiếu. Cùng các giọng ca: Thái Thanh, Tuyết Hằng, Bích Loan, Nguyên Khang, Ngọc Hiếu

## Hậu trường

### Sự kiện thú vị
- Trong phim có nhiều màn ca vũ kịch và những cảnh đẹp thơ mộng, hoang sơ của thiên nhiên. Thanh Nga diễn hai vai là chị em rất sống động vì đạo diễn biết khéo léo kết hợp nét diễn, vũ, ca của cô vào trong vai diễn. Người diễn đạt thứ hai là Thảo Sương trong vai cô nữ sinh mê anh chàng nhạc sĩ.
- Nhạc sĩ Hoàng Thi Thao tiết lộ[2] rằng, qua bộ phim, Hoàng Thi Thơ muốn gián tiếp cho mọi người thấy con người thật của ông. Một con người nhiều tài năng, nhưng không vì thế mà thoát được chiếc lưới… cô đơn!

### Nhạc phim
- Ca khúc chủ đề: "Người cô đơn"

Sáng tác: Hoàng Thi Thơ
Thể hiện: Thái Thanh
- Trích đoạn ca vũ kịch Cô gái điên

Sáng tác: Hoàng Thi Thơ
Diễn xuất: Thanh Nga
Giọng hát: Tuyết Hằng
- Ca khúc: "Con tim và nước mắt" (hay "Có ai trên đời mà không yêu?")

Sáng tác: Hoàng Thi Thơ
Thể hiện: Bích Loan và ban nhạc CBC